# Miyuki (tàu khu trục Nhật)
Miyuki (tiếng Nhật: 深雪) là một tàu khu trục hạng nhất của Hải quân Đế quốc Nhật Bản, thuộc lớp Fubuki bao gồm hai mươi bốn chiếc, được chế tạo sau khi Chiến tranh Thế giới thứ nhất kết thúc. Khi được đưa vào hoạt động, những con tàu này là những tàu khu trục mạnh mẽ nhất thế giới, và đã phục vụ như những tàu khu trục hàng đầu trong những năm 1930. và tiếp tục là những vũ khí lợi hại trong cuộc Chiến tranh Thái Bình Dương. Miyuki bị mất trong một tai nạn va chạm với tàu khu trục Inazuma vào ngày 29 tháng 6 năm 1934 tại eo biển Triều Tiên phía Nam Cheju.

## Thiết kế và chế tạo
Việc chế tạo lớp tàu khu trục Fubuki tiên tiến được chấp thuận vào năm tài chính 1923 như một phần của chương trình có tham vọng cung cấp cho Hải quân Đế quốc Nhật Bản một ưu thế về chất lượng so với những tàu chiến hiện đại nhất của thế giới. Khả năng thể hiện của lớp Fubuki là một bước nhảy vọt so với các thiết kế tàu khu trục trước đó, nên chúng được gọi là các "tàu khu trục đặc biệt" (tiếng Nhật: 特型 - Tokugata). Kích thước lớn, động cơ mạnh mẽ, tốc độ cao, bán kính hoạt động lớn và vũ khí trang bị mạnh chưa từng có khiến cho các tàu khu trục này có được hỏa lực tương đương nhiều tàu tuần dương hạng nhẹ của hải quân các nước khác. Miyuki được chế tạo tại xưởng đóng tàu của hãng Uraga Dock Company, được đặt lườn vào ngày 30 tháng 4 năm 1927. Nó được hạ thủy vào ngày 29 tháng 6 năm 1928 và đưa ra hoạt động vào ngày 29 tháng 6 năm 1929. Nguyên được dự định mang số hiệu đơn giản là "Tàu khu trục số 38", nó được hoàn tất dưới tên gọi Miyuki.

## Lịch sử hoạt động
Sau khi hoàn tất, cùng với các tàu khu trục chị em Fubuki, Shirayuki và Hatsuyuki, Miyuki được phân về Hải đội Khu trục 11 trực thuộc Hạm đội 2 Hải quân Đế quốc Nhật Bản. Từ tháng 10 đến tháng 12 năm 1931, nó phải quay trở vào Xưởng hải quân Kure để sửa chữa nồi hơi.
Miyuki bị mất trong một vụ va chạm với tàu khu trục Inazuma vào ngày 29 tháng 6 năm 1934 trong eo biển Triều Tiên về phía Nam Cheju, ở tọa độ 33°00′B 125°30′Đ / 33°B 125,5°Đ. Không biết chắc chắn về số thương vong, nhưng có ít nhất năm thành viên thủy thủ đoàn bị thiệt mạng trong tai nạn.
Miyuki được rút khỏi danh sách Đăng bạ Hải quân vào ngày 15 tháng 8 năm 1934.

## Danh sách thuyền trưởng
- Trung tá Nitaro Kato (sĩ quan trang bị trưởng): 10 tháng 12 năm 1928 - 29 tháng 6 năm 1929
- Trung tá Nitaro Kato: 29 tháng 6 năm 1929 - 20 tháng 11 năm 1930
- Trung tá Yoshisuke Yasutomi: 20 tháng 11 năm 1930 - 1 tháng 12 năm 1931
- Trung tá Hachiro Naotsuka: 1 tháng 12 năm 1931 - 11 tháng 1 năm 1932
- Thiếu tá Yoshio Kanemasu: 11 tháng 1 năm 1932 - 16 tháng 5 năm 1932
- Trung tá Hachiro Naotsuka: 16 tháng 5 năm 1932 - 1 tháng 12 năm 1932
- Trung tá Masanao Ofuji: 1 tháng 12 năm 1932 - 29 tháng 6 năm 1934